# Nebszenré
Nebszenré az ókori egyiptomi XIV. dinasztia egyik uralkodója. Legalább öt hónapig uralkodott az i. e. 17. század első felében, a Nílus-delta keleti és talán nyugati része fölött, egyidőben a memphiszi székhelyű XIII. dinasztiával. Székhelye Avarisz volt.

## Említései és helye a kronológiában
Nevét említi a torinói királylista, Ryholt olvasata szerint a 9. oszlop 14. sorában szerepel. Ez Alan Gardiner és Jürgen von Beckerath olvasatában a 8. oszlop 14. sorának felel meg. A papirusz szerint uralkodásának hossza […] év öt hónap húsz nap, és Heribrét követte a trónon. Utóda neve helyett a wsf rövidítés áll, ami azt jelzi, hogy a név helyén már abban a forrásban is lacuna (hiány) volt, amelynek alapján a torinói királylistát a XIX. dinasztia idején összeállították.
Nebszenré – Neheszi, Merdzsefaré és Szeheperenré mellett – egyike annak a mindössze négy, teljes bizonyossággal ehhez a dinasztiához sorolt uralkodónak, akinek neve korabeli leleten is fennmaradt: egy ismeretlen lelőhelyű edényen, amely a Michailidis magángyűjteménybe került.

## Helye a kronológiában
Kim Ryholt és Darrell Baker szerint Nebszenré a kánaáni eredetű dinasztia 14. uralkodója volt. Ryholt a dinasztia korának kezdetét kb. i. e. 1800-ra datálja, és öt királyt sorol Neheszi elé, akit azonban a legtöbb egyiptológus a dinasztia alapítójának vagy második királyának tart. Jürgen von Beckerath a dinasztia 15. királyának tartja.

## Fordítás
- Ez a szócikk részben vagy egészben  a   Nebsenre című angol Wikipédia-szócikk ezen változatának fordításán alapul.  Az eredeti cikk szerkesztőit annak laptörténete sorolja fel. Ez a jelzés csupán a megfogalmazás eredetét és a szerzői jogokat jelzi, nem szolgál a cikkben szereplő információk forrásmegjelöléseként.